# Cepora timnatha
Cepora timnatha är en fjärilsart som först beskrevs av William Chapman Hewitson 1862.  Cepora timnatha ingår i släktet Cepora och familjen vitfjärilar. Inga underarter finns listade i Catalogue of Life.

## Bildgalleri

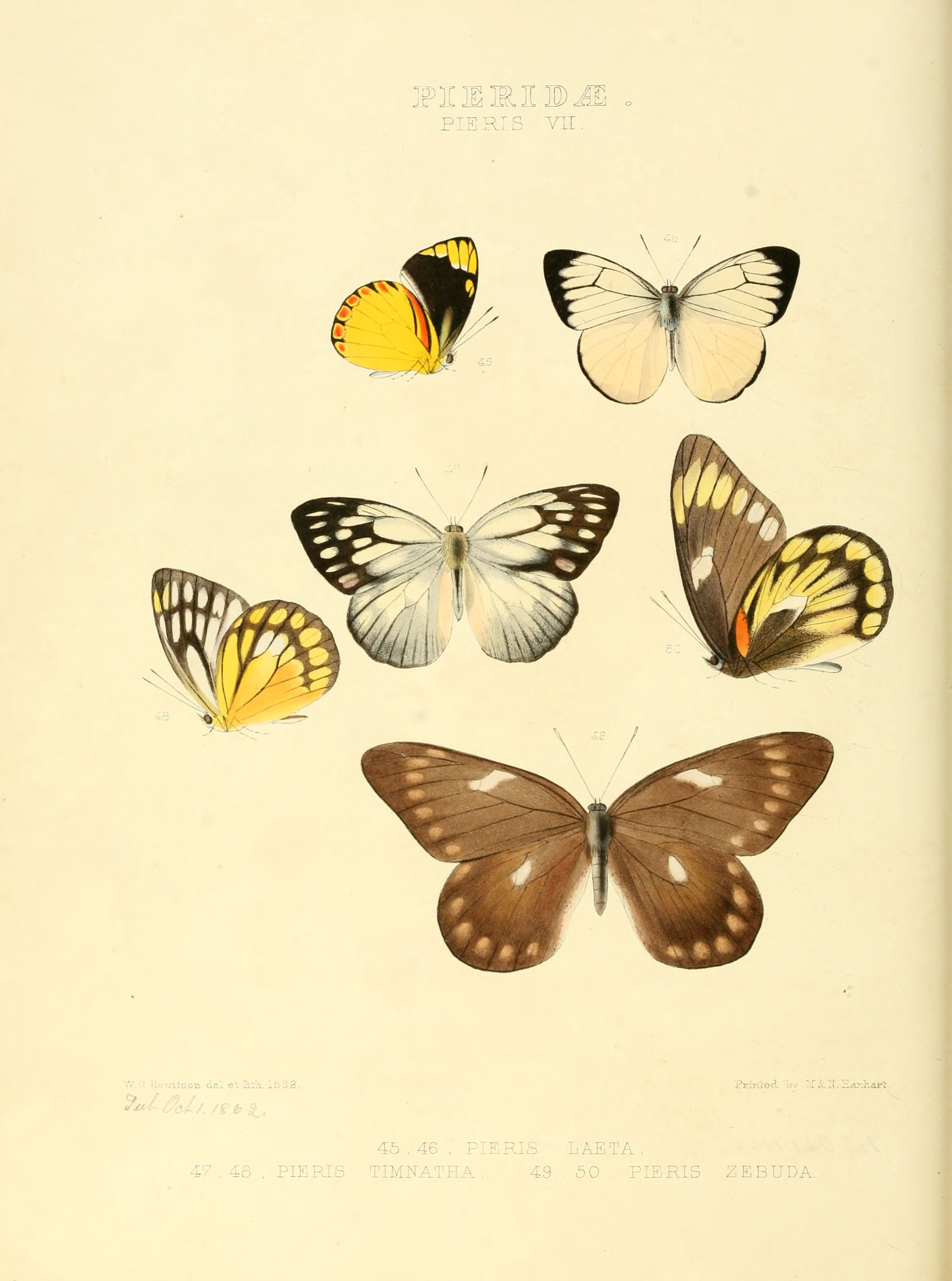